# Выборы губернатора Омской области (2023)
Досрочные выборы губернатора Омской области состоялись 10 сентября 2023 года, в единый день голосования. Эта дата была названа в марте 2023 года. Свои кандидатуры выдвинули исполняющий обязанности губернатора Виталий Хоценко («Единая Россия»), депутат Государственной думы Андрей Алёхин (КПРФ), Максим Макаленко (ЛДПР), Владимир Казанин («Коммунисты России»), Юрий Александров, Дмитрий Гудз и Сергей Скрипаль (самовыдвиженцы).

## Предыстория
В сентябре 2018 года губернатором Омской области был избран Александр Бурков. Следующие выборы должны были пройти в сентябре 2023 года, по прошествии пяти лет, но в марте 2023 года Бурков неожиданно оставил пост (формально по собственному желанию). Исполняющим обязанности губернатора президент Путин назначил Виталия Хоценко, до этого — главу правительства Донецкой народной республики. Накануне этого назначения Хоценко вступил в «Единую Россию».
Таким образом, Хоценко стал основным кандидатом в губернаторы и получил больше пяти месяцев на подготовку к выборам. Его поддержали «Единая Россия» и «Справедливая Россия». Голосование прошло в единый день голосования, 10 сентября 2023 года.

## Кандидаты
| Кандидат         | Возраст              | Должность (на момент выдвижения)                                    | Субъект выдвижения  | Статус                               | Кандидаты в Совет Федерации |
| ---------------- | -------------------- | ------------------------------------------------------------------- | ------------------- | ------------------------------------ | --------------------------- |
| Виталий Хоценко  | 39 лет (18.03.1986)  | Временно исполняющий обязанности губернатора Омской области         | «Единая Россия»     | избран                               |                             |
| Андрей Алёхин    | 66 лет (09.02.1959)  | Депутат Государственной Думы VIII созыва                            | «КПРФ»              | зарегистрирован                      |                             |
| Максим Макаленко | 38 лет (25.08.1986)  | Руководитель отдела продаж ООО «Анте»                               | «ЛДПР»              | зарегистрирован                      |                             |
| Владимир Казанин | 53 года (12.03.1972) | Депутат Законодательного Собрания Омской области                    | «Коммунисты России» | зарегистрирован                      |                             |
| Юрий Александров | 51 год (15.08.1973)  | Заместитель генерального директора ООО Охранное Предприятие «Аллюр» | Беспартийный        | утратил статус выдвинутого кандидата |                             |
| Дмитрий Гудз     | 52 года (16.11.1972) | Инженер ФГБУ «Управление «Омскмелиоводхоз»                          | Беспартийный        | утратил статус выдвинутого кандидата |                             |
| Сергей Скрипаль  | 51 год (26.03.1974)  | Электромонтер Музея имени Врубеля                                   | Беспартийный        | утратил статус выдвинутого кандидата |                             |